# Московский институт энергобезопасности и энергосбережения
Московский институт энергобезопасности и энергосбережения (МИЭЭ) — высшее учебное заведение. Институт создан на базе Учебно-методического и инженерно-технического центра Мосгосэнергонадзора в 1998 году. МИЭЭ является лауреатом конкурса «100 лучших организаций России», «Российские созидатели-2009» и др., постоянным участником образовательных выставок и форумов.
Институт ведет научно-исследовательскую работу. Другое направление — разработка и организация производства новых средств диагностики электрооборудования и электроустановок зданий и сооружений.
МИЭЭ участвует в реализации программы энергосбережения г. Москвы — в создании центра подготовки специалистов подрядных организаций, управляющих компаний, ТСЖ, ЖСК и энергоэффективного квартала в Восточном округе.

## Направления подготовки
- Высшее профессиональное образование (очное, вечернее, заочное обучение).
- Дополнительное профессиональное образование.
- Профессиональная переподготовка, повышение квалификации.
- Издание журнала «Энергобезопасность и энергосбережение» (научно-техническое издание из перечня ВАК).

## Структура
1. Кафедры:
  1. Электроснабжения и диагностики электрооборудования (зав.кафедрой Гудков В. В., к.т. н.).
  2. Электротехники и энергосбережения (зав.кафедрой Зоринец В. В., к.т. н.).
  3. Охраны труда и энергобезопасности (зав.кафедрой Даценко А. И., к.т. н.).
2. Факультет дополнительного образования
3. Научно-исследовательская группа (НИГ)